# 上野桜木
上野桜木（うえのさくらぎ）は、東京都台東区の町名。現行行政地名は上野桜木一丁目および上野桜木二丁目。住居表示実施済区域。

## 地理
台東区の北西、下谷地域の北部に位置する高台の住宅地。武蔵野台地の東端にあたる。町域東部はJR山手線などの線路に接し、これを境に根岸に接する。南部は上野公園に接する。南西部は池之端に接する。西部から北部は、谷中に接する。（地名はいずれも台東区内）。上野桜木一丁目と上野桜木二丁目を分ける形で町域の中央を言問通りが東西に通っている。上野桜木の地下を京成本線が走っている。
上野桜木一丁目の過半には寛永寺の広大な敷地が広がる。他に上野桜木一丁目には寛永寺に隣接して台東区立上野中学校がある。上野桜木一丁目の残部と上野桜木二丁目には住居や商店、寺院などが建ち並ぶ/上野桜木一丁目（一部）と二丁目が下谷に所在する 下谷警察署の管轄に当たり、上野桜木一丁目（一部）が東上野に所在する上野警察署の管轄に当たる。また、全域が東上野に所在する上野消防署の管轄に当たる。

### 地価
住宅地の地価は、2025年（令和7年）1月1日の公示地価によれば、上野桜木1-1-5の地点で104万円/m2となっている。

## 歴史
下谷桜木町を前身としており、上野台部分は上野花園町から独立した所で寛永寺域であったことからその子院が数多くあった。多数の寺院の存在とともに、江戸時代の町割り、道割りの上に明治・大正・昭和の近代の各時代の建物が混在していて、歴史的重層性のある景観を作り出している。また、仏教的敬虔さや、職人的、芸術的、文学的な人々の関わりによって、伝統的に高い文化的風土を保持している。地名の通り桜も多く、桜並木が作られている。桜木、谷中、上野公園の桜は樹齢を重ねたものが多いせいか一本一本が独特の形をしている。町内にある寛永寺は、寛永2年（1625年）徳川3代将軍徳川家光の治世に建てられた。寛永寺は徳川家の菩提寺として知られ、都内を代表する寺院として知られている。寛永寺には、徳川家の墓所として6人の将軍の霊廟がある。また、大慈院は徳川慶喜が謹慎していた場所でもある。
かつては川端康成も居を構えていた。妻の川端秀子は、川端が一高時代に上野桜木町の貸間の広告を見て、現場までわざわざ見に行ったことを記した日記に触れ、「（川端にとって）桜木町というのはその時以来憧れの町だった」と語っている。
言問通り沿いに、かつては鶯谷駅との乗り換えが便利な京成の寛永寺坂駅があった。日本医科大学看護専門学校がかつて存在した。

## 世帯数と人口
2025年（令和7年）3月1日現在（台東区発表）の世帯数と人口は以下の通りである。
| 丁目           | 世帯数    | 人口    |
| -------------- | --------- | ------- |
| 上野桜木一丁目 | 758世帯   | 1,347人 |
| 上野桜木二丁目 | 582世帯   | 1,078人 |
| 計             | 1,340世帯 | 2,425人 |

### 人口の変遷
国勢調査による人口の推移。
| 年                 | 人口  |
| ------------------ | ----- |
| 1995年（平成7年）  | 2,101 |
| 2000年（平成12年） | 1,994 |
| 2005年（平成17年） | 2,314 |
| 2010年（平成22年） | 2,475 |
| 2015年（平成27年） | 2,370 |
| 2020年（令和2年）  | 2,593 |

### 世帯数の変遷
国勢調査による世帯数の推移。
| 年                 | 世帯数 |
| ------------------ | ------ |
| 1995年（平成7年）  | 911    |
| 2000年（平成12年） | 910    |
| 2005年（平成17年） | 1,096  |
| 2010年（平成22年） | 1,130  |
| 2015年（平成27年） | 1,188  |
| 2020年（令和2年）  | 1,344  |

## 学区
区立小・中学校に通う場合、学区は以下の通りとなる（2023年9月現在）。
| 丁目           | 番地                                                      | 小学校             | 中学校             |
| -------------- | --------------------------------------------------------- | ------------------ | ------------------ |
| 上野桜木一丁目 | 15番11〜24号 16番66〜69号                                 | 台東区立根岸小学校 | 台東区立忍岡中学校 |
| 上野桜木一丁目 | 1〜14番 15番1〜10号 15番25〜31号 16番1〜65号 16番70〜75号 | 台東区立根岸小学校 | 台東区立上野中学校 |
| 上野桜木二丁目 | 全域                                                      | 台東区立根岸小学校 | 台東区立上野中学校 |

## 交通

### 道路
- 東京都道319号環状三号線（言問通り）
- 東京都道452号神田白山線

## 事業所
2021年（令和3年）現在の経済センサス調査による事業所数と従業員数は以下の通りである。
| 丁目           | 事業所数  | 従業員数 |
| -------------- | --------- | -------- |
| 上野桜木一丁目 | 84事業所  | 714人    |
| 上野桜木二丁目 | 51事業所  | 304人    |
| 計             | 135事業所 | 1,018人  |

### 事業者数の変遷
経済センサスによる事業所数の推移。
| 年                 | 事業者数 |
| ------------------ | -------- |
| 2016年（平成28年） | 108      |
| 2021年（令和3年）  | 135      |

### 従業員数の変遷
経済センサスによる従業員数の推移。
| 年                 | 従業員数 |
| ------------------ | -------- |
| 2016年（平成28年） | 780      |
| 2021年（令和3年）  | 1,018    |

## 施設
- 警視庁台東少年センター
- 東京芸術大学上野キャンパス 体育館 - 本部所在地は上野公園に所在。
- 台東区立上野中学校
- 寛永寺幼稚園
- 公益社団法人 日展
  - 日展会館
  - 日展新会館
- 下町風俗資料館付設展示場
- 寛永寺 根本中堂

### かつて存在した施設
- 日本医科大学看護専門学校

## 出身者
- 九重佑三子 - 歌手、女優
- 鈴木傳明 - 俳優
- 矢島文夫 - 言語学者・オリエント学者・翻訳家

## その他

### 日本郵便
- 郵便番号 : 110-0002[3]（集配局 : 上野郵便局[16]）。